# Наумов Сергій Михайлович (ватерполіст)
Наумов Сергій Михайлович (9 квітня 1962) — радянський ватерполіст.
Бронзовий призер Олімпійських Ігор 1992 року, учасник 1988 року.
Бронзовий призер Чемпіонату світу з водних видів спорту 1986 року.
Чемпіон Європи з водного поло 1983, 1985, 1987 років, бронзовий призер 1991 року.